# Herochroma hemiticheres
Herochroma hemiticheres är en fjärilsart som beskrevs av Louis Beethoven Prout 1935. Herochroma hemiticheres ingår i släktet Herochroma och familjen mätare. Inga underarter finns listade i Catalogue of Life.